# Stazione di Cercola
La stazione di Cercola è una stazione della ferrovia Circumvesuviana, sita nell'omonimo comune.
Si trova sulla ferrovia Napoli-Ottaviano-Sarno.

## Strutture e impianti
La stazione ha due binari passanti contigui a due banchine: sul binario 1, direttamente collegato alla biglietteria/sala d'attesa, passano i treni diretti a Sarno; sul binario "2", al quale si accede tramite soprappassaggio, passano i treni in direzione Napoli.
La stazione di Cercola costituisce il punto di passaggio fra il doppio binario (verso Napoli) e il semplice binario (verso Sarno).

## Movimento
Il movimento passeggeri è molto sostenuto soprattutto nelle ore di punta.